# Zmysłowo (gmina Miejska Górka)
Zmysłowo – osada w Polsce położona w województwie wielkopolskim, w powiecie rawickim, w gminie Miejska Górka.
W okresie Wielkiego Księstwa Poznańskiego (1815-1848) miejscowość wzmiankowana jako Zmysłowo należała do wsi mniejszych w ówczesnym pruskim powiecie Kröben (krobskim) w rejencji poznańskiej. Zmysłowo należało do okręgu sarnowskiego tego powiatu i stanowiło odrębny majątek, którego właścicielem był wówczas (1846) Niewilecki. Według spisu urzędowego z 1837 roku Zmysłowo liczyło 37 mieszkańców, którzy zamieszkiwali cztery dymy (domostwa).
W latach 1975–1998 miejscowość należała administracyjnie do województwa leszczyńskiego.